# Styloxus lucanus
Styloxus lucanus là một loài bọ cánh cứng trong họ Cerambycidae.